# Traktaty indiańskie
Traktaty indiańskie (ang. Indian treaties) – pisemne umowy zawierane w okresie kolonizacji między tubylczymi ludami Ameryki Północnej (zwanymi First Nations) a upoważnionymi przedstawicielami brytyjskiej Korony oraz państw postkolonialnych – Kanady i Stanów Zjednoczonych.

## Historia
Traktaty uznawały w praktyce indiańskie plemiona za jednostki suwerenne z punktu widzenia prawa międzynarodowego, a ich przedstawicieli („wodzów”) za osoby uprawnione do układania się z najwyższymi władzami państw kolonizujących kontynent. Podpisywane były zazwyczaj w następstwie konfliktów zbrojnych, indiańskich wojen i powstań lub wyprzedzającego formalne unormowania postępu europejskiej kolonizacji i osadnictwa. W związku z tym dotyczyły z reguły kwestii terytorialnych, uzgadniając i opisując warunki przekazania (cesji) konkretnych terytoriów plemiennych państwu podpisującemu traktat (z przeznaczeniem pod budowę szlaków komunikacyjnych, osadnictwo i pozyskanie bogactw naturalnych). W zamian za określone ustępstwa Indian przewidywały konkretną rekompensatę – wypłatę jednorazowej kwoty w gotówce lub towarach, coroczne wypłaty i świadczenia dla zawierających traktat plemion, pomoc ekonomiczną, oświatową i zdrowotną dla Indian, ochronę ich przed wrogami lub przesiedlenie na inne terytorium („rezerwaty”).
W latach 1789–1871 Stany Zjednoczone zawarły z Indianami Ameryki Północnej około 800 traktatów, z których mniej niż połowa została ratyfikowana przez Senat (zob. Traktat w Fort Laramie (1851) i Traktat w Fort Laramie (1868)). Z kolei Kanada zawarła w latach 1871–1921 jedenaście zbiorczych traktatów z tubylczymi grupami z Ontario, Manitoby, Saskatchewan i Alberty. Wszyscy tubylczy Amerykanie z USA otrzymali prawa obywatelskie dopiero w 1924 roku.

## Współczesność
Znaczna część zawartych w okresie kolonizacji Ameryki indiańskich traktatów nie została nigdy unieważniona i formalnie pozostaje w mocy, chociaż większość traktatów zawartych z indiańskimi narodami przez USA (a zdaniem wielu Indian – wszystkie) i część traktatów zawartych przez Kanadę została następnie przez te kraje złamana (zob. Spór o Góry Czarne) lub nigdy nie była w praktyce realizowana. Ważność indiańskich traktatów, ich szczegółowe postanowienia oraz sposób i zakres ich – dotychczasowej i przyszłej – realizacji pozostaje nierzadko kwestią sporną, rozstrzyganą w ramach systemów prawnych USA i Kanady oraz dwustronnych negocjacji władz federalnych (zob. Komisarz do spraw Indian) i rad plemiennych – nierzadko pod naciskiem tubylczych organizacji (zob. Krajowy Kongres Indian Amerykańskich) i indiańskich protestów (zob. Ruch Indian Amerykańskich).
W sporach tych przedstawiciele Indian (zob. Vine Deloria Jr., Winona LaDuke) powołują się na historyczne prawa ludów tubylczych i formalne zapisy traktatów (w tym np. konieczność ich interpretacji zgodnie z ówczesnymi realiami kulturowymi), na doznane krzywdy oraz współczesne standardy prawa międzynarodowego. Przedstawiciele władz federalnych USA wskazują np. na konieczność uwzględnienia w negocjacjach nieuchronności historycznych procesów cywilizacyjnych i precedensowych wyroków sądów (zob. Decyzje Sądu Najwyższego USA w sprawach Indian), na potrzebę brania pod uwagę obecnych realiów politycznych i społeczno-gospodarczych oraz faktycznego status-quo, a także na ograniczone z wielu przyczyn możliwości rekompensaty (zob. Komisja Roszczeń Indiańskich) – raczej finansowej, niż w naturze (zob. precedens Blue Lake) – oraz brak jednoznacznych uregulowań prawnych.